# Fisher Labs
Fisher Labs est une entreprise américaine spécialisée dans la fabrication de détecteurs de métaux à des fins de chasse au trésor et à des fins de sécurité. Elle est localisée en Californie. Le fondateur, Gerhard Fis[c]her, est l'inventeur et constructeur d'un des tout premier détecteurs de métaux à large diffusion : le « Metallascope » dès 1931,. L'entreprise First Texas Products a acquis la marque de détecteurs de métaux Fisher de Fisher Labs.

## Produits
L'entreprise produit également des détecteurs de métaux « grande profondeur » (dénommés Gemini III) à bobines d'émission et de réception séparées et disposées à angle droit l'une par rapport à l'autre. Utilisant les modules « émission » et « réception » séparément et posant le module « émission » au-dessus d'un câble ou d'une conduite métallique dont on ne connaît pas le tracé exact, on peut suivre celui-ci en passant à l'aplomb avec le module réception. NB: Le câble ou la conduite jouent alors le rôle d'antenne accouplée par induction.    